# West Hill (Ohio)
West Hill es un lugar designado por el censo ubicado en el condado de Trumbull en el estado estadounidense de Ohio. En el Censo de 2010 tenía una población de 2273 habitantes y una densidad poblacional de 556,51 personas por km².

## Geografía
West Hill se encuentra ubicado en las coordenadas 41°13′47″N 80°31′39″O / 41.22972, -80.52750. Según la Oficina del Censo de los Estados Unidos, West Hill tiene una superficie total de 4.08 km², de la cual 4.08 km² corresponden a tierra firme y (0%) 0 km² es agua.

## Demografía
Según el censo de 2010, había 2273 personas residiendo en West Hill. La densidad de población era de 556,51 hab./km². De los 2273 habitantes, West Hill estaba compuesto por el 86.1% blancos, el 9.37% eran afroamericanos, el 0.04% eran amerindios, el 0.13% eran asiáticos, el 0% eran isleños del Pacífico, el 0.22% eran de otras razas y el 4.14% pertenecían a dos o más razas. Del total de la población el 1.23% eran hispanos o latinos de cualquier raza.